# 岡崎典子
岡﨑 典子（おかざき のりこ、1972年9月12日 - ）はフリーアナウンサー。元NKT日本海テレビアナウンサー。
島根県益田市出身。広島大学卒業後、1995年に日本海テレビ入社。

## 来歴・人物
長野オリンピックの聖火リレーでは島根県内でランナーを務めたことがある。過去に出演していた『日曜お昼は3色パン』では、この番組のテーマ曲『Sea of love～3つの海の物語～』を歌う企画ユニットとして、共にこの番組に出演していた仁多田まゆみ（西日本放送）、石田佳世（高知放送）との3人で『NAMACO』（ナマコ）というユニットを組んでいた。
日本海テレビの番組契約キャスターとして活動したのち、現在は番組ナレーターやイベントでの司会を務めている。

## NKT所属時の担当番組
- ズームイン!!SUPER鳥取・島根担当キャスター
- Go!5!知っテレビ
- 日曜お昼は3色パン
- とっとりWhy?

## フリーでの出演番組
- エブリワン（2015年9月18日 - 2017年3月24日）
- 金曜スパイス!!（2017年5月12日 -2021年3月19日 ）
- 学びEye! 第48回 「縁結びの国出雲　福を招くお弁当」（2012年、NKT制作） - ナレーター